# (14631) Benbryan
(14631) Benbryan est un astéroïde de la ceinture principale.

## Description
(14631) Benbryan est un astéroïde de la ceinture principale. Il fut découvert le 15 novembre 1998 à Catalina par le projet CSS. Il présente une orbite caractérisée par un demi-grand axe de 3,15 UA, une excentricité de 0,08 et une inclinaison de 15,3° par rapport à l'écliptique.